# Het aardse paradijs met de zondeval van Adam en Eva
Het aardse paradijs met de zondeval van Adam en Eva is een schilderij waaraan Peter Paul Rubens en Jan Brueghel de Oude rond 1615 samen hebben gewerkt. Het maakt deel uit van de collectie van het Mauritshuis in Den Haag. 

## Voorstelling
Waarschijnlijk nam Brueghel het initiatief voor het kunstwerk. Schilderijen van het paradijs waren al sinds 1594 een van zijn specialiteiten. In totaal maakte hij er zeker 106, waarbij Adam en Eva vaak kleine figuren op de achtergrond bleven en alle aandacht uitging naar het paradijselijke landschap met zijn uitbundige flora en fauna. Al vroeg in zijn carrière, rond 1596, schilderde hij samen met Hendrick de Clerck echter ook een scène die sterk doet aan Het aardse paradijs in het Mauritshuis.
Aan de linkerkant van het schilderij nemen Adam en Eva een prominente plaats in. Zij staan onder de boom van de kennis van goed en kwaad waarin niet alleen appels maar ook andere vruchten groeien. Eva geeft een appel aan Adam, terwijl ze met haar andere hand een nieuw exemplaar plukt. Adams houding is afgeleid van de Torso Belvedere, die Rubens in Rome gezien had en regelmatig in zijn werken gebruikte. Een aapje linksonder is al begonnen van een appel te eten, een symbool voor zonde. Boven Adams hoofd is echter ook een tros druiven te zien. Dit symbool verwijst naar de kruisigingsdood van Christus en daarmee naar de verlossing van de erfzonde. Aan de overzijde van de beek staat de levensboom, ook boordevol vruchten en vogels. 
Nadat Brueghel de compositie in een ruwe schets had aangegeven, ging Rubens als eerste aan het werk. Hij schilderde Adam, Eva, het bruine paard, de slang en de rots waarop Adam zit. Dit kan worden vastgesteld, omdat de schilders een heel verschillende stijl hanteerden. Waar Rubens werkte met meerdere transparante verflagen, bracht Brueghel de verf dekkend aan, waarbij de afzonderlijke penseelstreken zichtbaar blijven.
Hoewel er maar weinig bewaard zijn gebleven, moet Brueghel veel studies van dieren hebben gemaakt. Sommige beesten keren op verschillende schilderijen immers op dezelfde manier terug. Zo heeft het Kunsthistorisches Museum een schets in bezit waarop het aapje dat in een appel bijt, te zien is. Het is zeer waarschijnlijk dat Brueghel veel dieren met eigen ogen gezien had. Er zijn ook uitzonderingen, de leeuw en het witte paard op de achtergrond bijvoorbeeld ontleende hij aan Rubens. In Brueghels tijd brachten ontdekkingsreizen steeds weer nieuwe diersoorten aan het licht en werd er een begin gemaakt met een wetenschappelijke classificatie. Zijn paradijs, een soort geschilderde encyclopedie van het dierenrijk, was een welkome aanvulling in kleur op de publicaties hierover.  
Het schilderij oogstte al vroeg bewondering en zou in 1766 in de stadhouderlijke collectie belanden. Arnold Houbraken schreef erover in zijn belangrijke werk De groote schouburgh der Nederlantsche konstschilders en schilderessen.

het alleruitmuntenste in Konst dat ik van hem [Brueghel] gezien heb is het zoo genaamde paradys, by den Heer Le Court van der Voort, tot Leiden, waar in zig een menigte van allerhande Dieren op 't allerkonstigst, in een niet min konstig geschildert landschap doet zien: en de Adam en Eva op 't alleruitvoerigst door Rubbens geschildert.
— Arnold Houbraken, De groote schouburgh der Nederlantsche konstschilders en schilderessen (1718-21)

## Herkomst
- wellicht in bezit van Johan de Bye, Leiden
- tot 1710: in bezit van Adriaan Wittert van der Aa, Leiden
- 1710: komt in bezit van Pieter de la Court van der Voort, Leiden
- 1739: nagelaten aan zijn zoon Allard de la Court van der Voort, Leiden
- 1755: nagelaten aan diens vrouw Catharina de la Court van der Voort, geboren Backer, Leiden
- 8 september 1766: Tethart Haag koopt het schilderij op een veiling in Leiden voor Willem V voor 7.350 gulden.
- 1774: overgebracht naar de Galerij Prins Willem V
- 1795: overgebracht naar het Louvre, Parijs
- 1815: overgebracht naar de Galerij Prins Willem V
- 1822: overgebracht naar het Mauritshuis

## Afbeeldingen

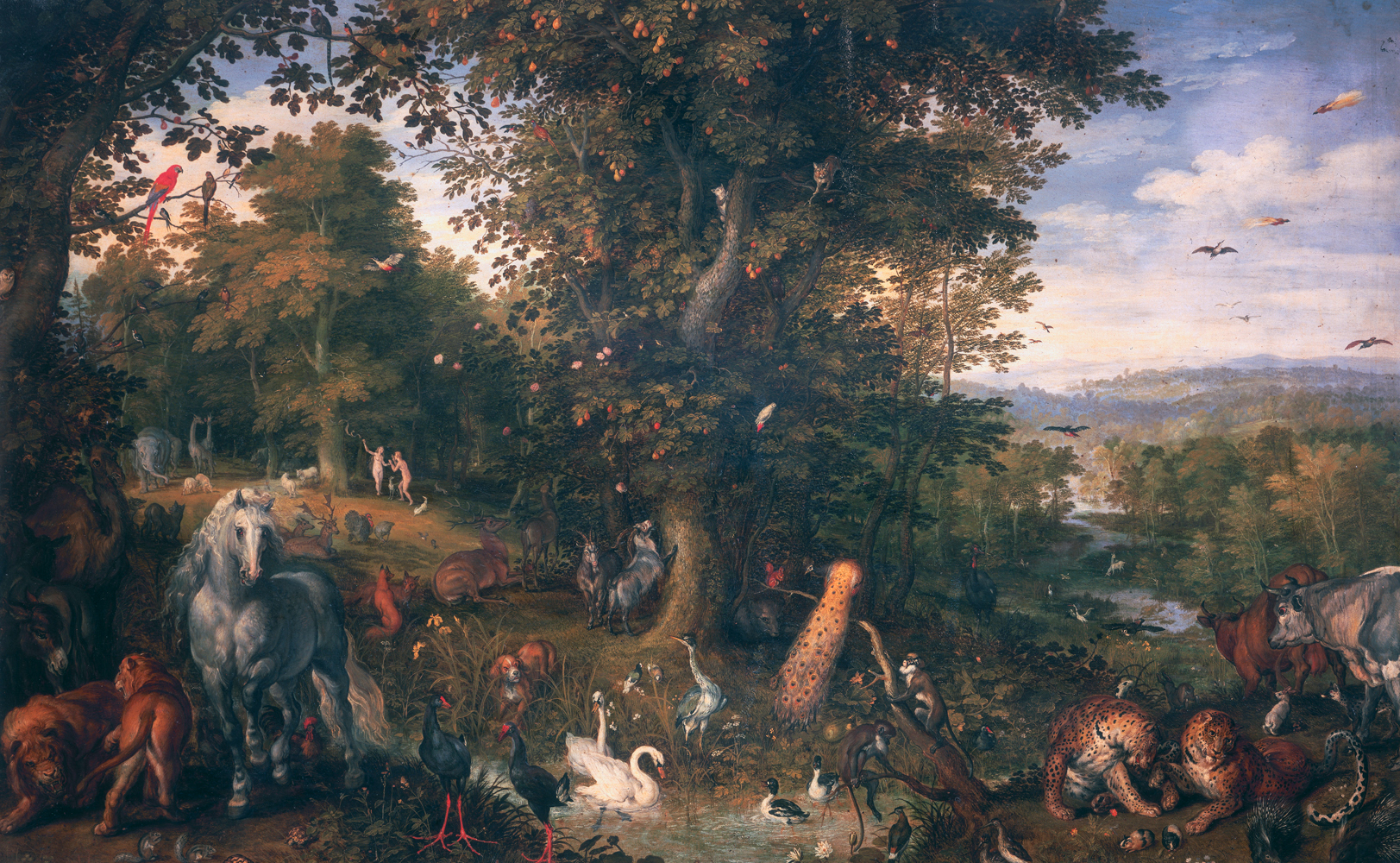
De hof van Eden - Brueghel (1612)
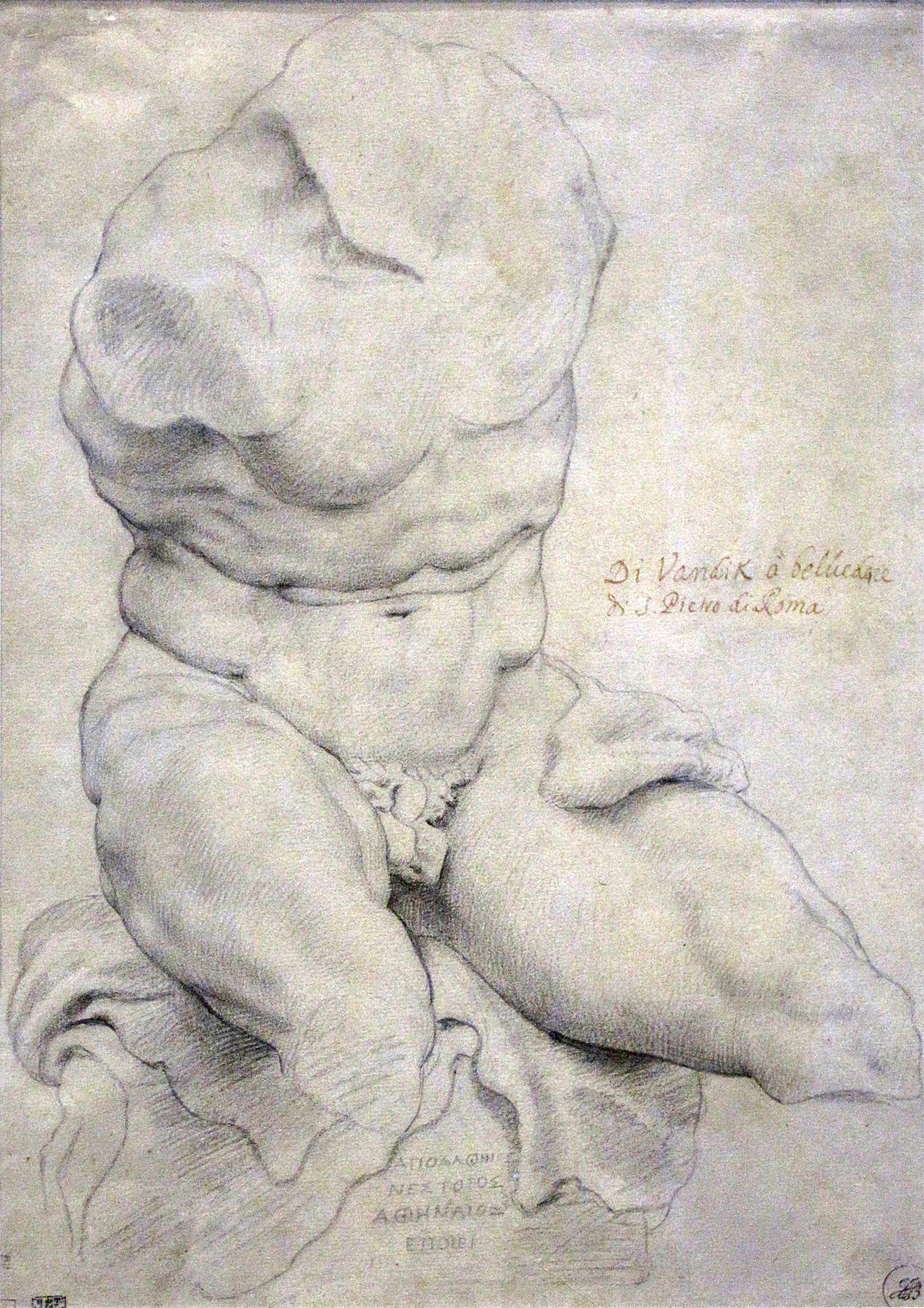
De Torso Belvedere - Rubens (circa 1601-02)
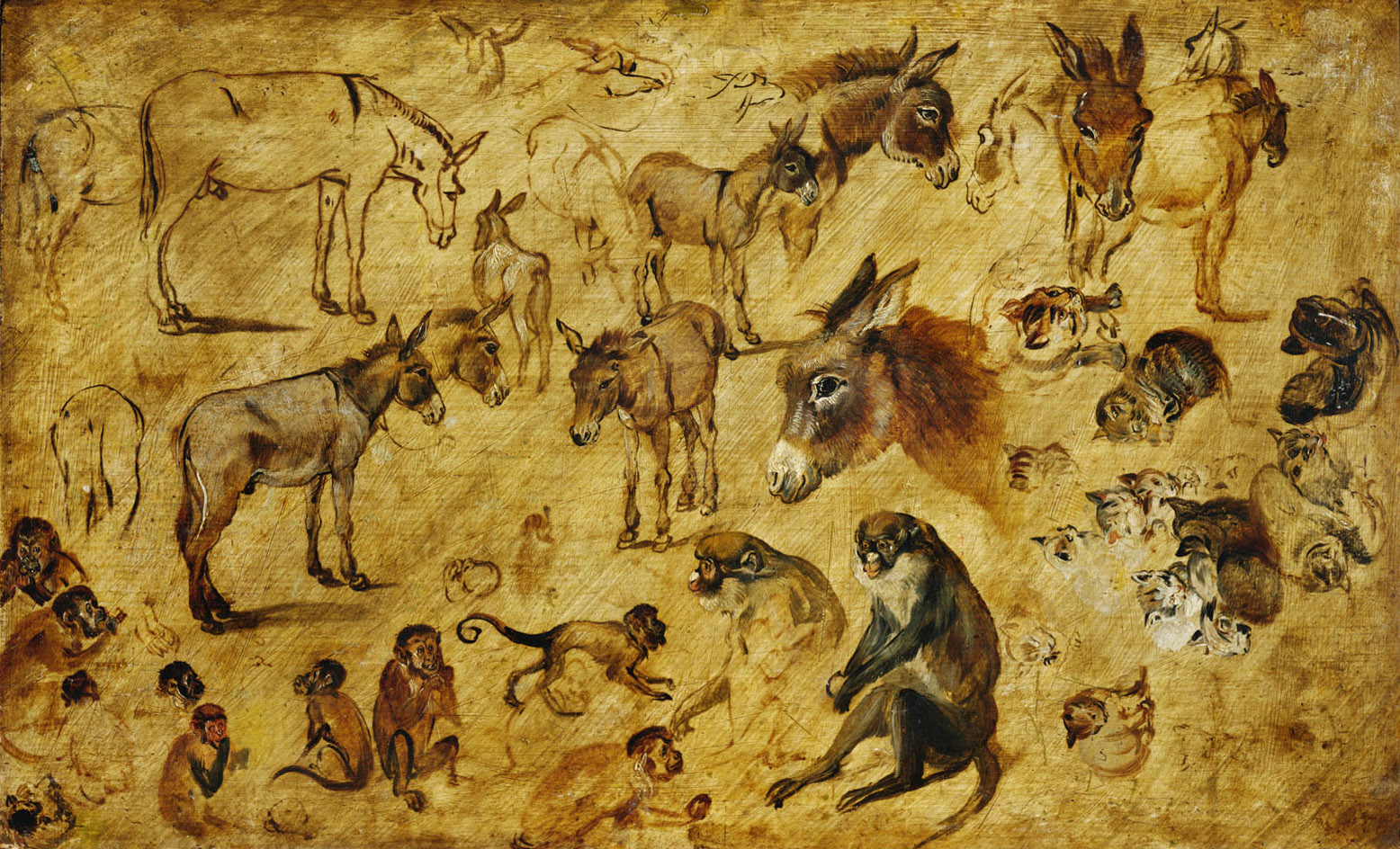
Studie van ezels, katten en apen - Brueghel (circa 1615-16)